# قرة بن خالد
أبو خالد قرة بن خالد قرة بن خالد السدوسي البصري (؟-154 هـ) حافظ حجة.
حدث عن: محمد بن سيرين، والحسن البصري، ويزيد بن عبد الله بن الشخير، وأبي رجاء العطاردي، ومعاوية بن قرة، وحميد بن هلال، وسيار أبي الحكم، وعمرو بن دينار، وقتادة، والضحاك، وعدة.(1) وأبي جمرة الضبعي وأبي الزبير المكي وغيرهم.(2)
حدث عنه: يحيى القطان، وبشر بن المفضل، وابن مهدي، ومعاذ بن معاذ العنبري، وخالد بن الحارث، وحرمي بن عمارة، وأبو عامر العقدي، وأبو عاصم النبيل، وحجاج بن منهال، وعثمان بن عمر بن فارس، ومسلم بن إبراهيم، والأنصاري، والفضل بن دكين،(1) وزيد بن الحباب وسعيد بن الربيع الهروي وعلي بن نصر الجهضمي الكبير ووكيع بن الجراح (2) والأصمعي(3) ومحمد بن دينار الطاحي وغيرهم كثير.
قال علي بن المديني: «له نحو مائة حديث». وقال كذلك: «سمعت يحيى بن سعيد ذكره، فقال: كان قرة عندنا من أثبت شيوخنا.» وقال عنه أحمد والنسائي أنه ثقة. وقد روى له البخاري ومسلم.(1) وقال أبو عبيد الآجري: «سمعت أبا داود وذُكِر قرة بن خالد فرفع من شأنه.» وقال الطحاوي: «قرة ثبت متقن ضابط.»